# شیخ صالح
شیخ صالح فیلمی به کارگردانی امان منطقی و نویسندگی سهیلا نصر محصول سال ۱۳۵۲ است.

## داستان
سال ۱۳۲۲ قمری؛ ایران قبل از انقلاب مشروطیت...

## بازیگران
- ناصر ملک مطیعی
- سپیده
- جمشید مهرداد
- محسن مهدوی
- مارگریت حکیمی
- رضا رخشانی
- کامران باختر
- جلال موسوی
- حسین محسنی
- زانیچ
- محمدولی احمدلو
- روبرت
- پروین
- نوبهار
- اکبری